# Saugnac-et-Cambran
Saugnac-et-Cambran (Saunhac e Cambran, en occitan) est une commune du Sud-Ouest de la France, située dans le département des Landes (région Nouvelle-Aquitaine).

## Géographie

### Localisation
La commune de Saugnac-et-Cambran se trouve dans la Chalosse sur le Luy de France à 6 kilomètres au sud-est de Dax.

### Communes limitrophes
Les communes limitrophes sont  Bénesse-lès-Dax, Candresse, Mimbaste, Narrosse, Pouillon, Saint-Pandelon et Sort-en-Chalosse.
|                 | Narrosse           | Candresse        |
| Saint-Pandelon  | Saugnac-et-Cambran | Sort-en-Chalosse |
| Bénesse-lès-Dax | Pouillon           | Mimbaste         |

### Climat
Pour des articles plus généraux, voir Climat de la Nouvelle-Aquitaine et Climat des Landes.
Historiquement, la commune est dans une zone de transition entre les climats océaniques aquitain et basque.  
En 2020, Météo-France publie une typologie des climats de la France métropolitaine dans laquelle la commune est exposée à un climat océanique et est dans une zone de transition entre les régions climatiques « Littoral charentais et aquitain » et « Aquitaine, Gascogne »0.
Pour la période 1971-2000, la température annuelle moyenne est de 13,7 °C, avec une amplitude thermique annuelle de 13,8 °C. Le cumul annuel moyen de précipitations est de 1 243 mm, avec 12,5 jours de précipitations en janvier et 7,7 jours en juillet. Pour la période 1991-2020, la température moyenne annuelle observée sur la station météorologique la plus proche, située sur la commune de Dax à 6 km à vol d'oiseau, est de 14,5 °C et le cumul annuel moyen de précipitations est de 1 155,2 mm,. Pour l'avenir, les paramètres climatiques de la commune estimés pour 2050 selon différents scénarios d’émission de gaz à effet de serre sont consultables sur un site dédié publié par Météo-France en novembre 2022.

## Urbanisme

### Typologie
Au 1er janvier 2024, Saugnac-et-Cambran est catégorisée ceinture urbaine, selon la nouvelle grille communale de densité à sept niveaux définie par l'Insee en 2022.
Elle appartient à l'unité urbaine de Dax, une agglomération intra-départementale regroupant treize  communes, dont elle est une commune de la banlieue,,. Par ailleurs la commune fait partie de l'aire d'attraction de Dax, dont elle est une commune de la couronne,. Cette aire, qui regroupe 60 communes, est catégorisée dans les aires de 50 000 à moins de 200 000 habitants,.

### Occupation des sols

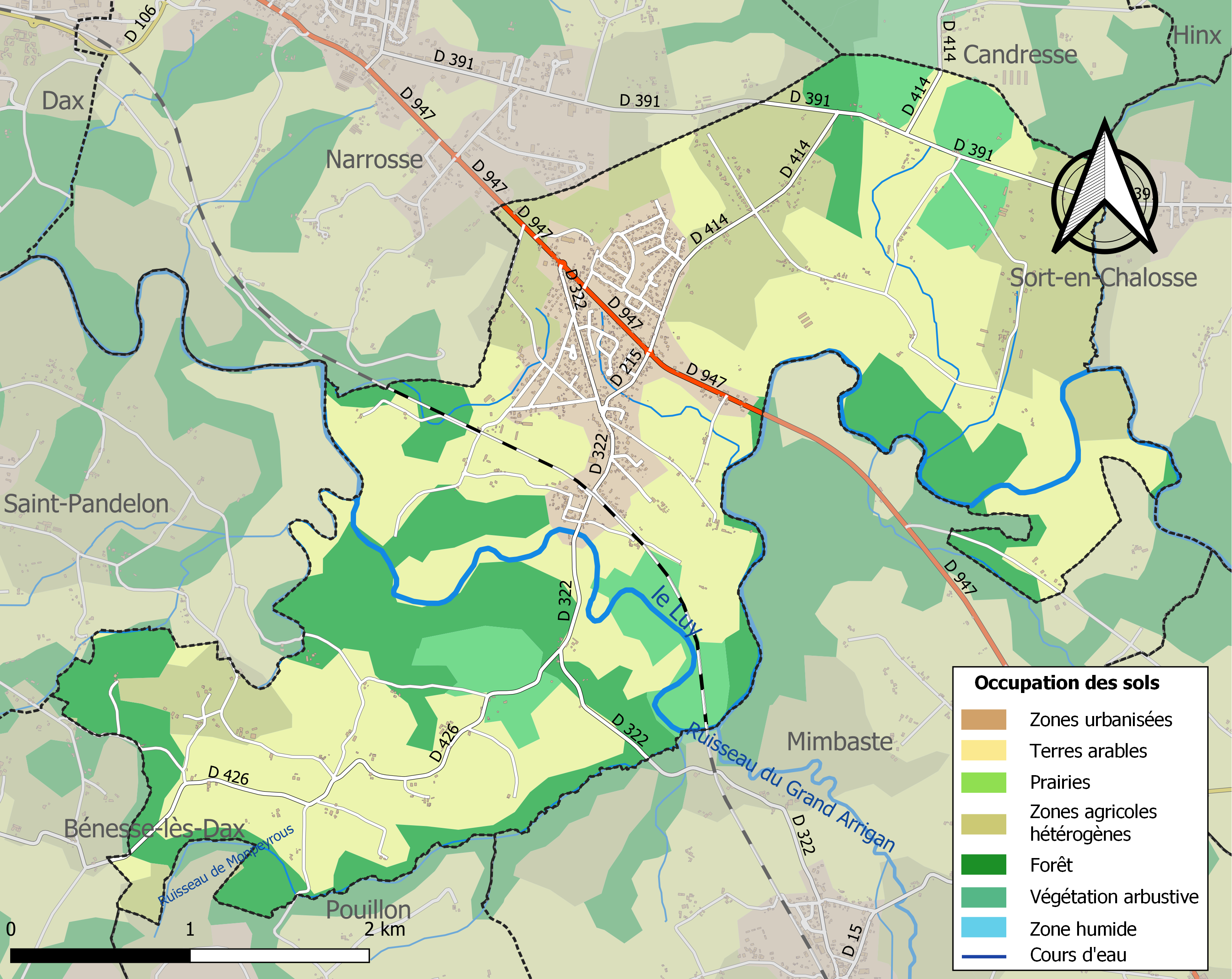
Carte des infrastructures et de l'occupation des sols de la commune en 2018 (CLC).

L'occupation des sols de la commune, telle qu'elle ressort de la base de données européenne d’occupation biophysique des sols Corine Land Cover (CLC), est marquée par l'importance des territoires agricoles (61,4 % en 2018), une proportion sensiblement équivalente à celle de 1990 (60,7 %). La répartition détaillée en 2018 est la suivante : terres arables (44,1 %), forêts (21,5 %), zones agricoles hétérogènes (17,2 %), zones urbanisées (9 %), milieux à végétation arbustive et/ou herbacée (8,1 %). L'évolution de l’occupation des sols de la commune et de ses infrastructures peut être observée sur les différentes représentations cartographiques du territoire : la carte de Cassini (XVIIIe siècle), la carte d'état-major (1820-1866) et les cartes ou photos aériennes de l'IGN pour la période actuelle (1950 à aujourd'hui).

### Voies de communication et transports

#### Voies
| 85 odonymes recensés à Saugnac-et-Cambran au 19 janvier 2014 | 85 odonymes recensés à Saugnac-et-Cambran au 19 janvier 2014 | 85 odonymes recensés à Saugnac-et-Cambran au 19 janvier 2014 | 85 odonymes recensés à Saugnac-et-Cambran au 19 janvier 2014 | 85 odonymes recensés à Saugnac-et-Cambran au 19 janvier 2014 | 85 odonymes recensés à Saugnac-et-Cambran au 19 janvier 2014 | 85 odonymes recensés à Saugnac-et-Cambran au 19 janvier 2014 | 85 odonymes recensés à Saugnac-et-Cambran au 19 janvier 2014 | 85 odonymes recensés à Saugnac-et-Cambran au 19 janvier 2014 | 85 odonymes recensés à Saugnac-et-Cambran au 19 janvier 2014 | 85 odonymes recensés à Saugnac-et-Cambran au 19 janvier 2014 | 85 odonymes recensés à Saugnac-et-Cambran au 19 janvier 2014 | 85 odonymes recensés à Saugnac-et-Cambran au 19 janvier 2014 | 85 odonymes recensés à Saugnac-et-Cambran au 19 janvier 2014 | 85 odonymes recensés à Saugnac-et-Cambran au 19 janvier 2014 | 85 odonymes recensés à Saugnac-et-Cambran au 19 janvier 2014 |
| Allée                                                        | Avenue                                                       | Bld                                                          | Chemin                                                       | Cité                                                         | Impasse                                                      | Passage                                                      | Place                                                        | Quai                                                         | Rd-point                                                     | Route                                                        | Rue                                                          | Square                                                       | Villa                                                        | Autres                                                       | Total                                                        |
| ------------------------------------------------------------ | ------------------------------------------------------------ | ------------------------------------------------------------ | ------------------------------------------------------------ | ------------------------------------------------------------ | ------------------------------------------------------------ | ------------------------------------------------------------ | ------------------------------------------------------------ | ------------------------------------------------------------ | ------------------------------------------------------------ | ------------------------------------------------------------ | ------------------------------------------------------------ | ------------------------------------------------------------ | ------------------------------------------------------------ | ------------------------------------------------------------ | ------------------------------------------------------------ |
| 1                                                            | 2                                                            | 0                                                            | 8                                                            | 0                                                            | 11                                                           | 0                                                            | 3                                                            | 0                                                            | 0                                                            | 25                                                           | 28                                                           | 0                                                            | 0                                                            | 7                                                            | 85                                                           |
| Notes « N »                                                  | Notes « N »                                                  | 1. 2. 3. 4. 5.                                               | 1. 2. 3. 4. 5.                                               | 1. 2. 3. 4. 5.                                               | 1. 2. 3. 4. 5.                                               | 1. 2. 3. 4. 5.                                               | 1. 2. 3. 4. 5.                                               | 1. 2. 3. 4. 5.                                               | 1. 2. 3. 4. 5.                                               | 1. 2. 3. 4. 5.                                               | 1. 2. 3. 4. 5.                                               | 1. 2. 3. 4. 5.                                               | 1. 2. 3. 4. 5.                                               | 1. 2. 3. 4. 5.                                               | 1. 2. 3. 4. 5.                                               |
| Sources : rue-ville.info & OpenStreetMap                     |                                                              |                                                              |                                                              |                                                              |                                                              |                                                              |                                                              |                                                              |                                                              |                                                              |                                                              |                                                              |                                                              |                                                              |                                                              |

### Risques majeurs
Le territoire de la commune de Saugnac-et-Cambran est vulnérable à différents aléas naturels : météorologiques (tempête, orage, neige, grand froid, canicule ou sécheresse), inondations, mouvements de terrains et séisme (sismicité faible). Il est également exposé à un risque technologique, le transport de matières dangereuses, et à un risque particulier : le risque de radon. Un site publié par le BRGM permet d'évaluer simplement et rapidement les risques d'un bien localisé soit par son adresse soit par le numéro de sa parcelle.

#### Risques naturels
Certaines parties du territoire communal sont susceptibles d’être affectées par le risque d’inondation par débordement de cours d'eau, notamment le Luy. La commune a été reconnue en état de catastrophe naturelle au titre des dommages causés par les inondations et coulées de boue survenues en 1983, 1999, 2009, 2018 et 2020 et au titre des inondations par remontée de nappe en 2014,.
Les mouvements de terrains susceptibles de se produire sur la commune sont des tassements différentiels.

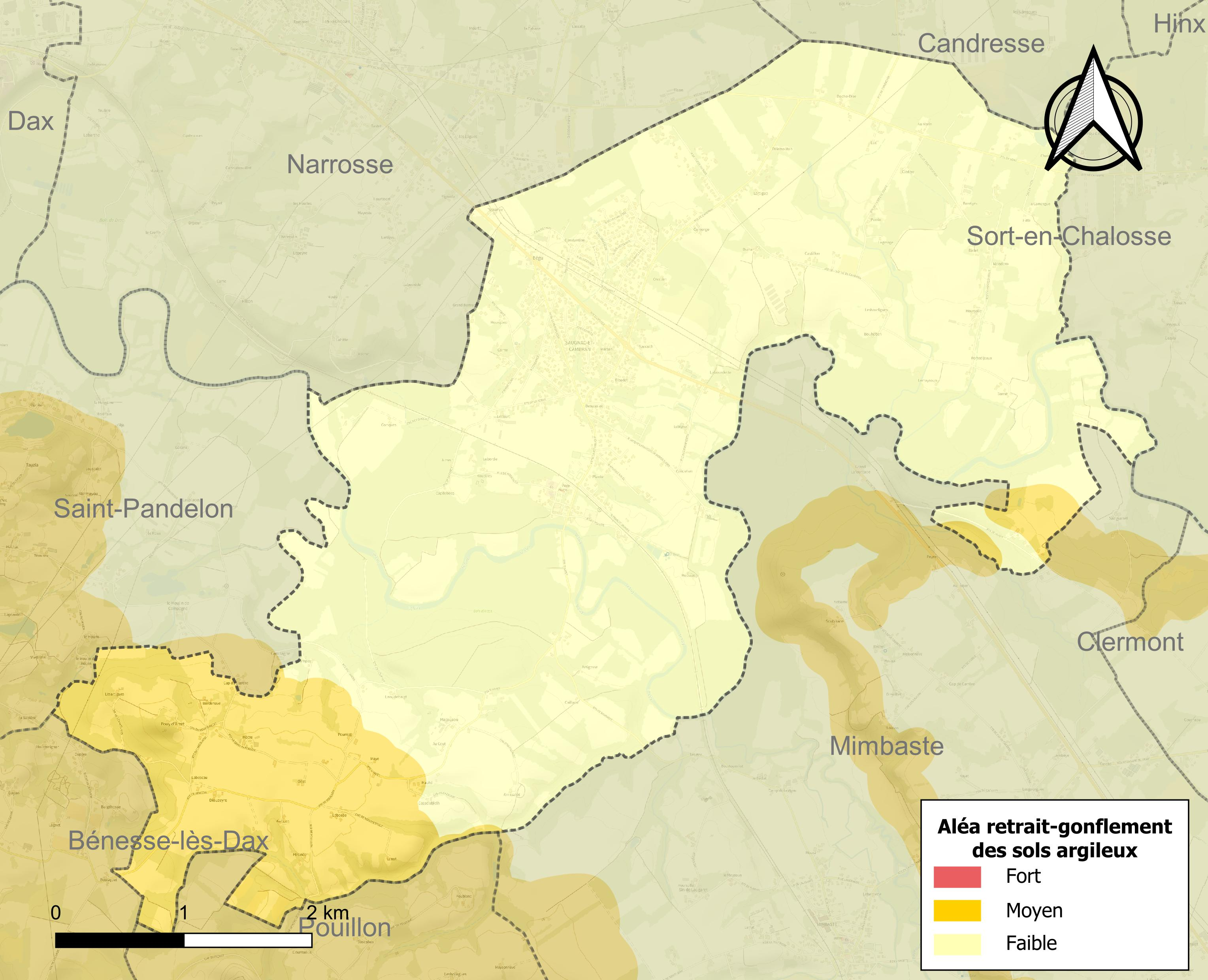
Carte des zones d'aléa retrait-gonflement des sols argileux de Saugnac-et-Cambran.

Le retrait-gonflement des sols argileux est susceptible d'engendrer des dommages importants aux bâtiments en cas d’alternance de périodes de sécheresse et de pluie. 16,7 % de la superficie communale est en aléa moyen ou fort (19,2 % au niveau départemental et 48,5 % au niveau national). Sur les 692 bâtiments dénombrés sur la commune en 2019, 42 sont en aléa moyen ou fort, soit 6 %, à comparer aux 17 % au niveau départemental et 54 % au niveau national. Une cartographie de l'exposition du territoire national au retrait gonflement des sols argileux est disponible sur le site du BRGM,.
Concernant les mouvements de terrains, la commune a été reconnue en état de catastrophe naturelle au titre des dommages causés par des mouvements de terrain en 1983 et 1999.

#### Risques technologiques
Le risque de transport de matières dangereuses sur la commune est lié à sa traversée par une ou des infrastructures routières ou ferroviaires importantes ou la présence d'une canalisation de transport d'hydrocarbures. Un accident se produisant sur de telles infrastructures est susceptible d’avoir des effets graves sur les biens, les personnes ou l'environnement, selon la nature du matériau transporté. Des dispositions d’urbanisme peuvent être préconisées en conséquence.

#### Risque particulier
Dans plusieurs parties du territoire national, le radon, accumulé dans certains logements ou autres locaux, peut constituer une source significative d’exposition de la population aux rayonnements ionisants. Selon la classification de 2018, la commune de Saugnac-et-Cambran est classée en zone 2, à savoir zone à potentiel radon faible mais sur lesquelles des facteurs géologiques particuliers peuvent faciliter le transfert du radon vers les bâtiments.

## Politique et administration
| Période                                  | Période   | Identité       | Étiquette | Qualité                      |
| ---------------------------------------- | --------- | -------------- | --------- | ---------------------------- |
| mars 2001                                | mars 2008 | Fernand Sangla |           |                              |
| mars 2008                                | mai 2020  | Alain Forsans  | PS        | Artisan électricien retraité |
| mai 2020                                 | En cours  | Alain Bergeras | DVG       | Technicien études routières  |
| Les données manquantes sont à compléter. |           |                |           |                              |

## Démographie
L'évolution du nombre d'habitants est connue à travers les recensements de la population effectués dans la commune depuis 1793. Pour les communes de moins de 10 000 habitants, une enquête de recensement portant sur toute la population est réalisée tous les cinq ans, les populations de référence des années intermédiaires étant quant à elles estimées par interpolation ou extrapolation. Pour la commune, le premier recensement exhaustif entrant dans le cadre du nouveau dispositif a été réalisé en 2005.

En 2022, la commune comptait 1 568 habitants, en évolution de +1,03 % par rapport à 2016 (Landes : +5,78 %, France hors Mayotte : +2,11 %).
| 1793 | 1800 | 1806 | 1821 | 1831 | 1836 | 1841 | 1846 | 1851 |
| ---- | ---- | ---- | ---- | ---- | ---- | ---- | ---- | ---- |
| 431  | 473  | 478  | 522  | 765  | 705  | 799  | 836  | 870  |

| 1856 | 1861 | 1866 | 1872 | 1876 | 1881 | 1886 | 1891 | 1896 |
| ---- | ---- | ---- | ---- | ---- | ---- | ---- | ---- | ---- |
| 936  | 927  | 878  | 836  | 878  | 930  | 939  | 941  | 892  |

| 1901 | 1906 | 1911 | 1921 | 1926 | 1931 | 1936 | 1946 | 1954 |
| ---- | ---- | ---- | ---- | ---- | ---- | ---- | ---- | ---- |
| 886  | 911  | 909  | 870  | 887  | 881  | 836  | 810  | 758  |

| 1962 | 1968 | 1975 | 1982  | 1990  | 1999  | 2005  | 2006  | 2010  |
| ---- | ---- | ---- | ----- | ----- | ----- | ----- | ----- | ----- |
| 785  | 824  | 941  | 1 011 | 1 253 | 1 269 | 1 329 | 1 390 | 1 612 |

| 2015  | 2020  | 2022  | - | - | - | - | - | - |
| ----- | ----- | ----- | - | - | - | - | - | - |
| 1 558 | 1 569 | 1 568 | - | - | - | - | - | - |

## Lieux et monuments
- Le jardin d'Oro
- Le château d'Oro

### Édifices et sites
Le village de Saugnac et Cambran compte plusieurs monuments :
- Église Saint-Pierre de Saugnac du XIIIe siècle.
- Château d'Oro, 1804, jardin à la française.
- Le village se trouvant sur les mines des salines de Dax, une fontaine d'eau naturellement salée se trouve dans le quartier d'Arzet.

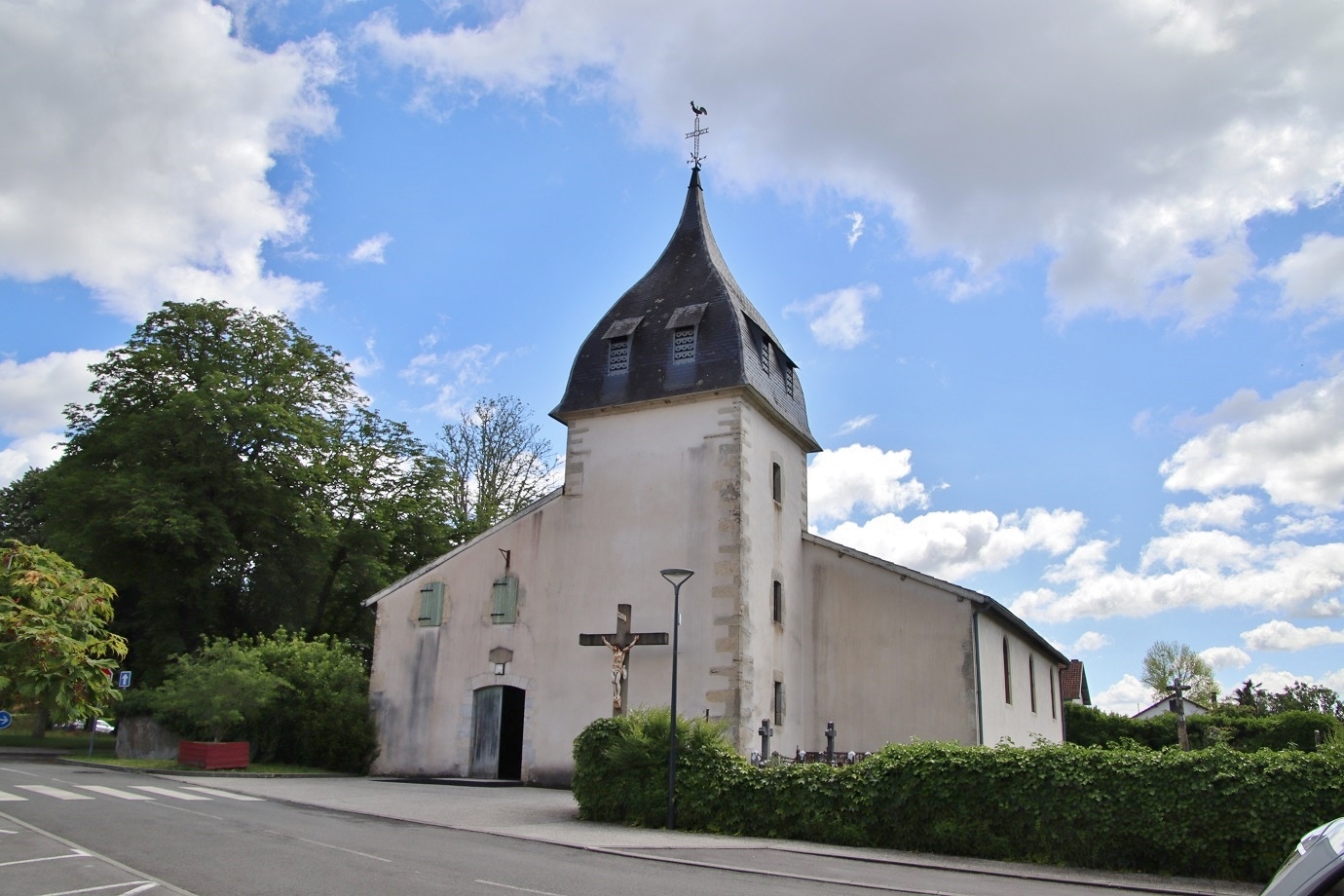
L'église paroissiale Saint-Pierre.
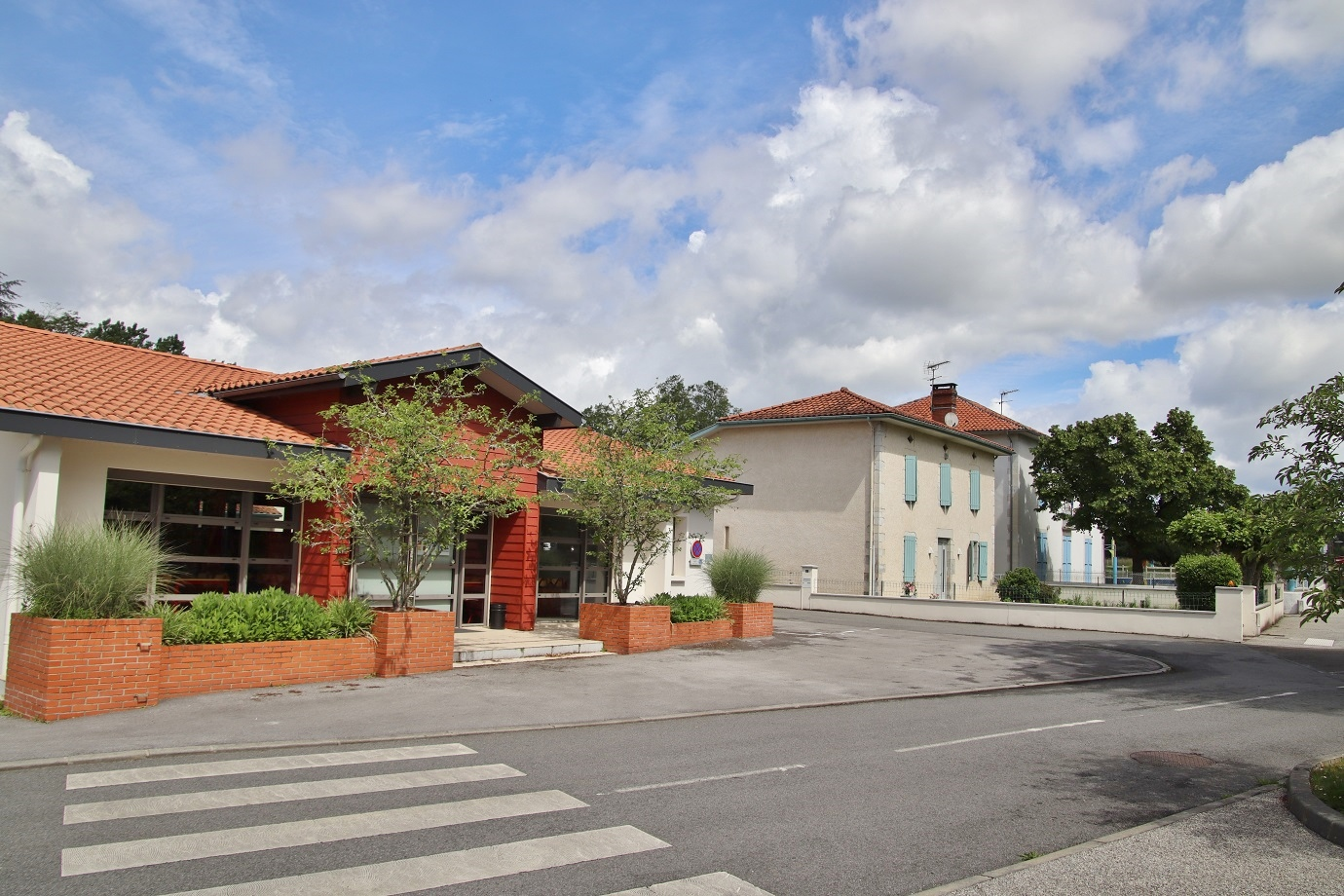
Le restaurant scolaire.
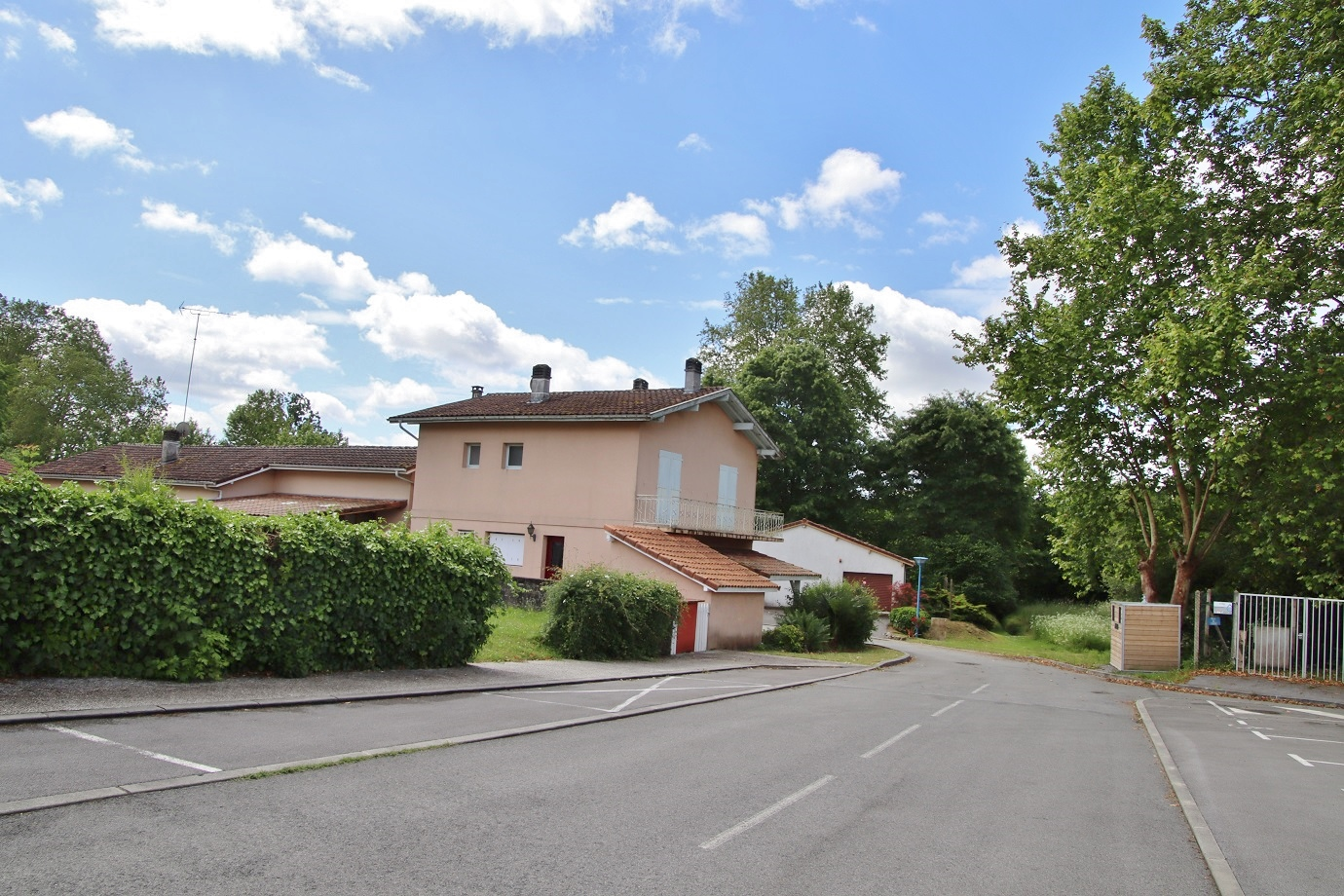
Le bourg.

## Vie locale
- Salle polyvalente (fronton de 1962).
- Luy de France : rivière se jetant dans l'Adour. Ses berges sont aisément accessibles à Saugnac.
- École publique (complexe maternelle + école primaire).
- Cantine municipale.
- Foyer des jeunes : les jeunes de Saugnac et Cambran ont une salle entièrement rénovée à leur disposition. Le week-end, ils y trouvent un endroit convivial pour regarder leur matchs ou tout simplement pour se retrouver entre eux.
- Ligam : plateforme d'entraide des voisins du quartier Chantelou[27].

## Personnalités liées à la commune
- Jacques-François de Borda d'Oro (1718-1804) magistrat et géologue.